# Stefano Pavesi
Stefano Pavesi (22. januar 1779—28. juli 1850) var en italiensk komponist.
Pavesi var fra 1818 til sin død domkapelmester i Crema, men beskæftigede sig i øvrigt mest med operakomposition. Adskillige af hans talrige operaer — i efter-Rossinisk stil — glædede sig ved megen yndest, således Ser Marc Antonio og La donna bianca d’Avenello.